# Sepicana arfakensis
Sepicana arfakensis là một loài bọ cánh cứng trong họ Cerambycidae.